# Andy Van Hellemond
Andy Van Hellemond, kanadski hokejski sodnik, * 16. februar 1948, Winnipeg, Manitoba, Kanada.
Van Hellemond je dolgoletni sodnik lige NHL. Leta 1999 je bil sprejet v Hokejski hram slavnih lige NHL. 

## Kariera
Po koncu igranja na položaju centra v mladinski kategoriji se je Van Hellemond preusmeril v sojenje. Začel je v domači WHL ligi. Po dveh letih je podpisal pogodbo z NHL za sojenje drugorazrednih tekem. V ospredje se je prebil v sezoni 1972/73, ko si je Bruce Hood poškodoval koleno.
Od tiste sezone je bil Van Hellemond stalnica lige za četrt stoletja. Sodil je na 19 finalih Stanleyjevega pokala. Leta 1984 je postal prvi NHL sodnik, ki je na ledu nosil čelado. Številni sodniki so mu sledili in od sezone 2006/07 morajo vsi sodniki v ligi NHL nositi čelade. 
Od sezone 1994/95 do upokojitve leta 1996 je Van Hellemond nosil uniformo s številko 25, ki jo trenutno nosi Marc Joannette. 
Van Hellemond je bil vpleten v redek primer napačne odločitve, zaradi katere ga je liga kaznovala. Na tekmi 14. maja 1995 je namreč razveljavil gol hokejista moštva Quebec Nordiques Joeja Sakica in ustavil igro zaradi poškodbe hokejista moštva New York Rangers Alekseja Kovaleva. Kovalev zares ni bil poškodovan in plošček je tudi že prešel golovo črto, preden je Van Hellemond zapiskal. Tedaj se še ni smelo uporabljati video posnetkov in zato ni bilo možno preveriti, ali je plošček že prešel golovo črto do njegovega piska ali ne. Rangersi so naposled zmagali po podaljšku, v seriji povedli s 3-1 in kasneje serijo zmagali v šestih tekmah. Liga je Van Hellemonda kaznovala in za časnik The Hockey News novembra 2007 navedla "vidno napako v presoji". 
Po upokojitvi je Van Hellemond delal v ligi ECHL, kjer je zasedal direktorski položaj. Tam je ostal do leta 2000, ko ga je NHL najela kot zamenjavo Bryanu Lewisu na mestu direktorja sojenja. Na položaju je ostal do julija 2004, ko je odstopil po očitkih slabega vodenja. Mediji so tedaj pisali, da so mu očitali, da k članom sodniškega osebja pristopi zavoljo finančnih posojil, da bi odplačal kockarske dolgove.
Leta 1999 je bil sprejet v Hokejski hram slavnih lige NHL. 

## Nagrade in dosežki
- Uvrščen v Prvo moštvo zvezd lige MJHL (1968)
- Izbran za Sodnika stoletja v Manitobi
- Sprejet v Hokejski hram slavnih lige NHL (1999)
- »Častni član« Hokejskega hrama slavnih Manitobe